# Jakub Krzyżanowski
Jakub Krzyżanowski (ur. ok. 1729, zm. 29 października 1805 we wsi Świętosławice, w departamencie poznańskim w Prusach Południowych) – niezamożny polski szlachcic , późniejszy ojciec Justyny – matki Fryderyka Chopina.   

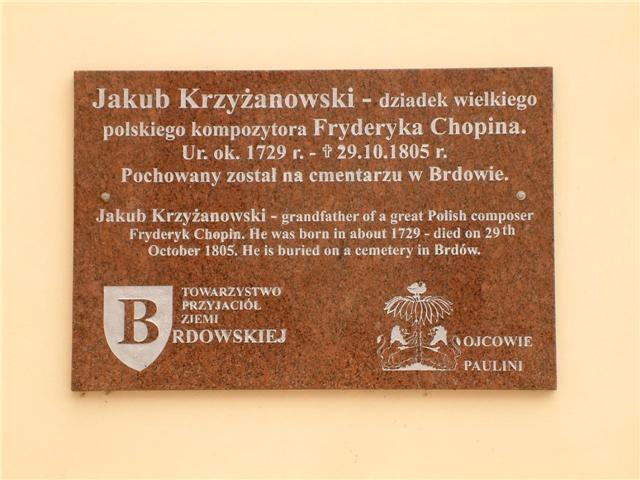
Tablica pamiątkowa na ścianie kościoła w Brdowie

Znaczna część jego życia związana była z Kujawami, a głównie z Izbicą Kujawską, jej okolicami  oraz, w ostatniej fazie życia, z Brdowem. 
Jakub Krzyżanowski pochowany został na cmentarzu parafialnym pw. Św. Wojciecha BM w Brdowie. Obecnie można zobaczyć zrekonstruowany nagrobek dziadka Fryderyka Chopina – Jakuba Krzyżanowskigo. 

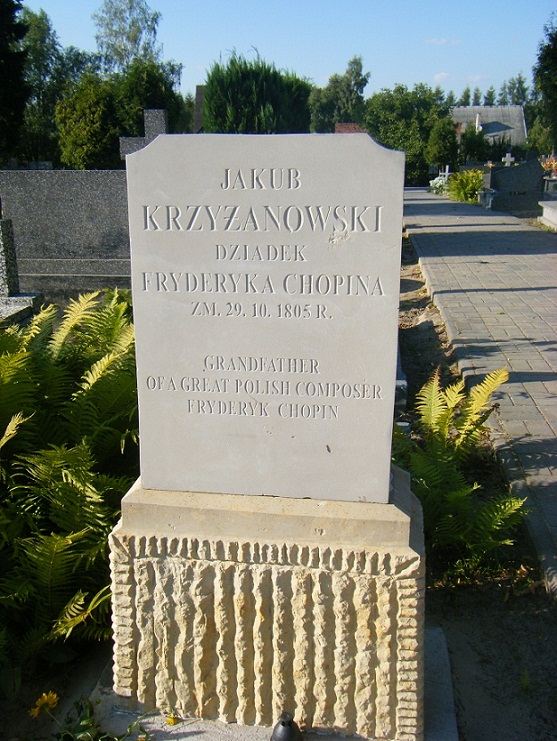
Grób Jakuba Krzyżanowskiego na cmentarzu w Brdowie